# 데네리구

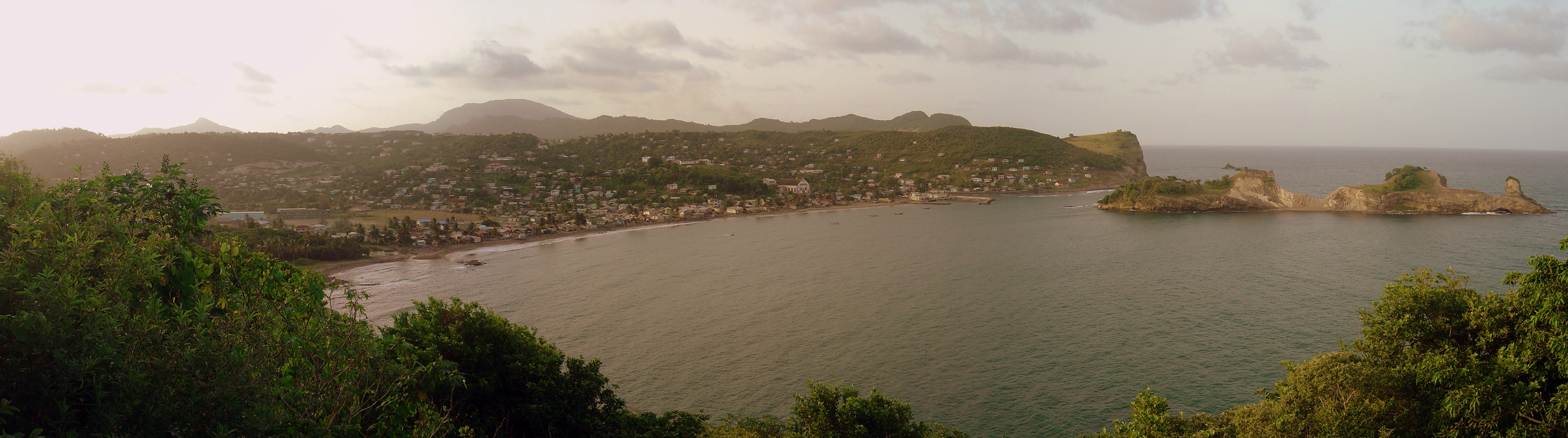
데네리 구

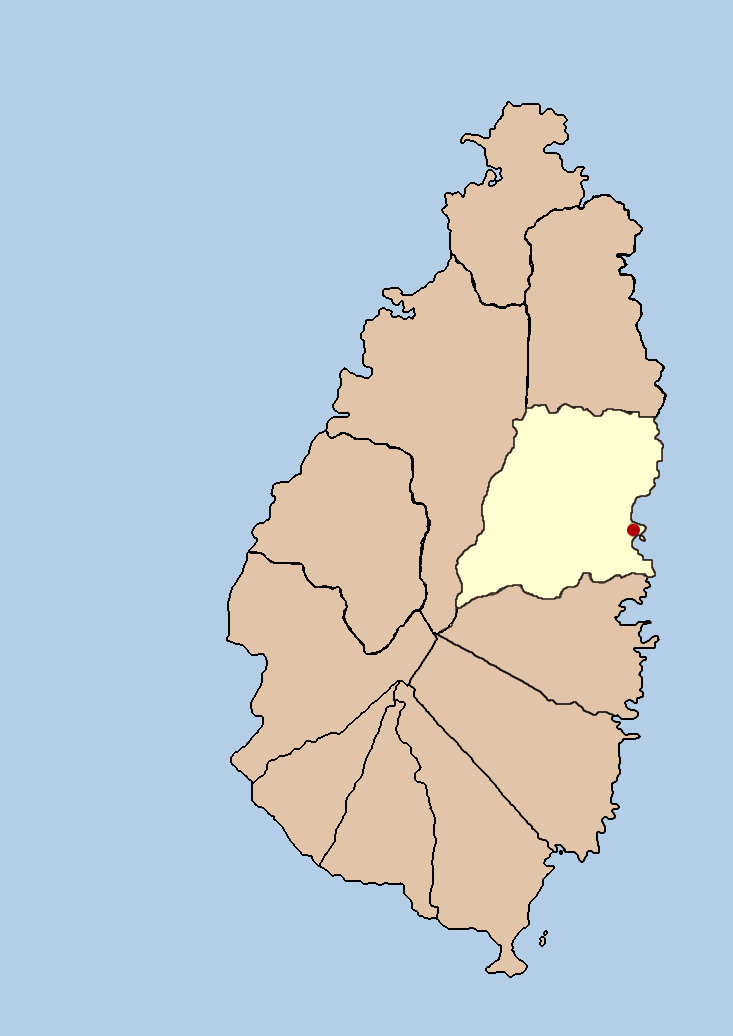
데네리 구의 위치

데네리구(영어: Dennery Quarter)는 세인트루시아 동부에 위치한 구로 면적은 70km2, 인구는 12,876명(2001년 기준)이다.